# Chapais
Chapais ist eine Stadt (Ville) im Norden der kanadischen Provinz Québec. 
Die Kleinstadt liegt in der Jamésie im Süden der Verwaltungsregion Nord-du-Québec. Sie wurde 1929 gegründet, nachdem in der Umgebung Bodenschätze entdeckt worden waren. Benannt ist die Stadt nach dem Politiker Thomas Chapais (1858–1946), Sohn von Jean-Charles Chapais.
Im Jahr 2016 zählte Chapais 1499 Einwohner.
Verkehrstechnisch ist die Stadt über die Route 113 an das Fernstraßennetz der Provinz Québec angebunden. Diese verbindet Chapais mit dem östlich gelegenen Chibougamau und dem westlich gelegenen Senneterre. Etwa 40 km östlich befindet sich der Flugplatz Aéroport de Chibougamau-Chapais.